# Liane Haid
Liane Haid (16 de agosto de 1895 – 28 de noviembre de 2000) fue una actriz cinematográfica austriaca, activa en la época del cine mudo, y a menudo considerada como la primera estrella del cine austriaco.

## Biografía
Su verdadero nombre era Juliane Haid, y nació en Viena, Austria. Haid se preparó como cantante y actriz, y fue paradigma de la Süßes Wiener Mädel ("Dulce Chica Vienesa") y una popular pin-up en los años 1920 y 1930. En sus inicios fue, además, bailarina de la Ópera Estatal de Viena.
Su primera película fue un film de propaganda realizado durante la Primera Guerra Mundial, Mit Herz und Hand fürs Vaterland (1916). Haid trabajó para los estudios Universum Film AG y, como experimentada cantante, superó con facilidad la transición al cine sonoro, actuando en comedias junto a estrellas del cine alemán como Willi Forst, Bruno Kastner, Georg Alexander, Theo Lingen y Heinz Rühmann.
Habiendo rechazado varias ofertas de Hollywood, ella escapó de la Alemania nazi a Suiza en 1942. Posteriormente se casó con el barón Fritz von Haymerle, que le ofreció una productora cinematográfica, dando por finalizada su carrera cinematográfica.
Entre sus películas más destacadas figuran Lady Hamilton (1921; su gran oportunidad en el cine); Lucrezia Borgia (1926); Die Csardasfürstin (1927, basada en la opereta de Emmerich Kalman); y las cintas sonoras Das Lied ist aus (1930) y Ungeküsst soll man nicht schlafen gehn (1936). En 1953 hizo su última actuación en el cine.
Liane Haid falleció en Berna, Suiza, en 2000, a los 105 años de edad. Fue enterrada en el Cementerio Dornbacher Friedhof de Viena. Era hermana de la actriz Grit Haid.

## Selección de su filmografía
- Lady Hamilton (1921)
- Southern Love (1924)
- Im weißen Rößl (1926)
- Die Brüder Schellenberg (1926)
- Der letzte Walzer (1927)
- Schwarzwaldmädel (1929)
- Die große Sehnsucht (1930)
- Der Prinz von Arkadien (1932)
- Madame hat Ausgang (1932)
- Taifun (1933)
- Der Stern von Valencia (1933)
- Whom the Gods Love (1936)